# Brauerei Wülfel

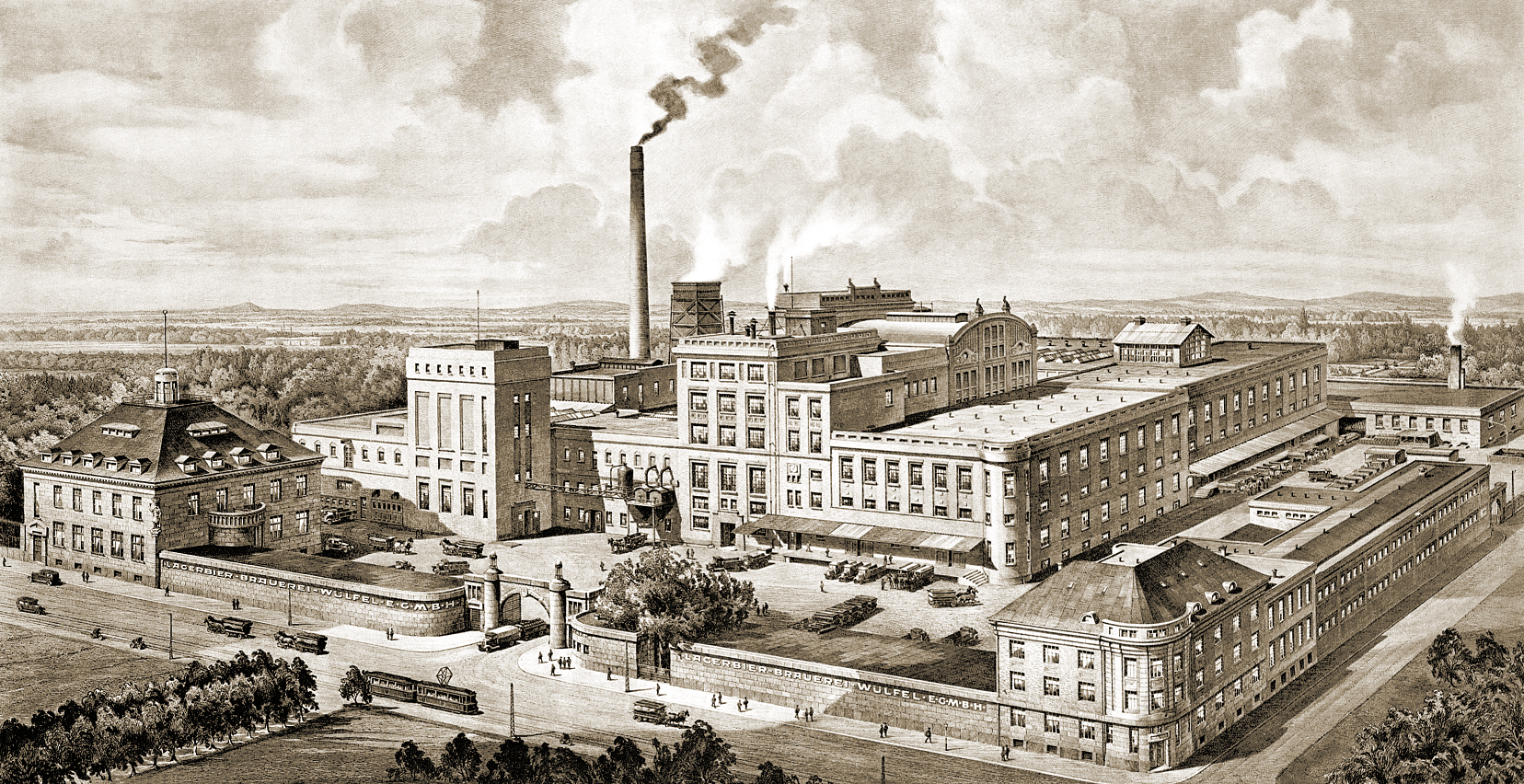
Ansicht der Brauerei um 1900

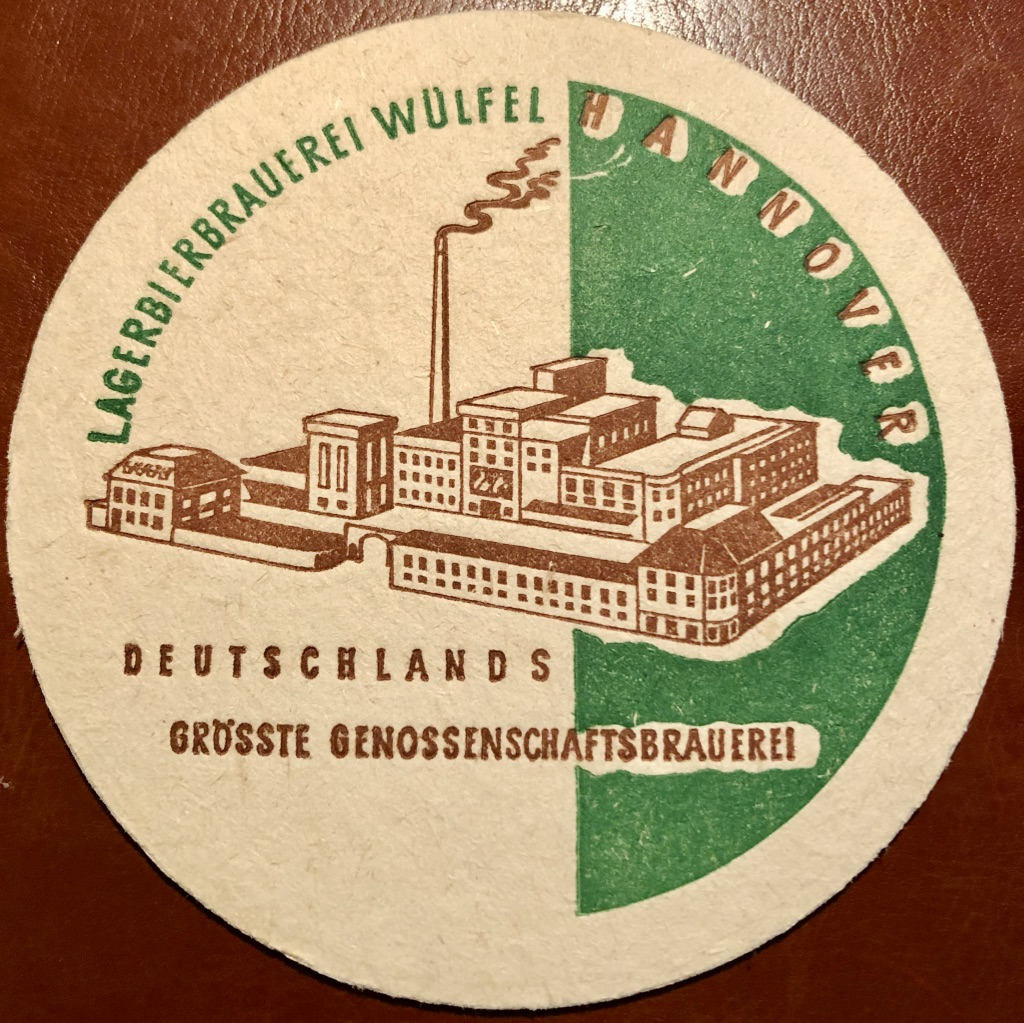
Bierdeckel Wülfeler Jägerbräu hinten

Die Brauerei Wülfel, zeitweilig auch Brauhaus Wülfel sowie Wülfeler Brauerei und Lagerbier-Brauerei Wülfel genannt, war eine Großbrauerei in Hannover und zeitweilig die größte als Genossenschaft organisierte Brauerei in Europa. Standort des Unternehmens, dessen Ursprung an den Anfang des 19. Jahrhunderts zurückreichte und deren Eingangssituation später unter Denkmalschutz gestellt wurde, war die Hildesheimer Straße 420 im hannöverschen Stadtteil Wülfel.

## Geschichte

### Die Gutsbrauerei
Die Geschichte des Brauhauses begann bereits zur Zeit des Kurfürstentums Hannover, als im Jahr 1800 der Landesherr König Georg III., der infolge der damaligen Personalunion zwischen Großbritannien und Hannover noch im Machtzentrum des Britischen Weltreichs residierte, an den Besitzer des Ritterguts Wülfel, A. Fontaine, die Brauereigerechtsame verlieh.
Nach der Annexion des Königreichs Hannover durch Preußen und im Zuge der Industrialisierung baute der Rittergutsbesitzer seine Gutsbrauerei im Jahr 1868 in ein Erwerbsunternehmen um.

### Die Genossenschaftsbrauerei

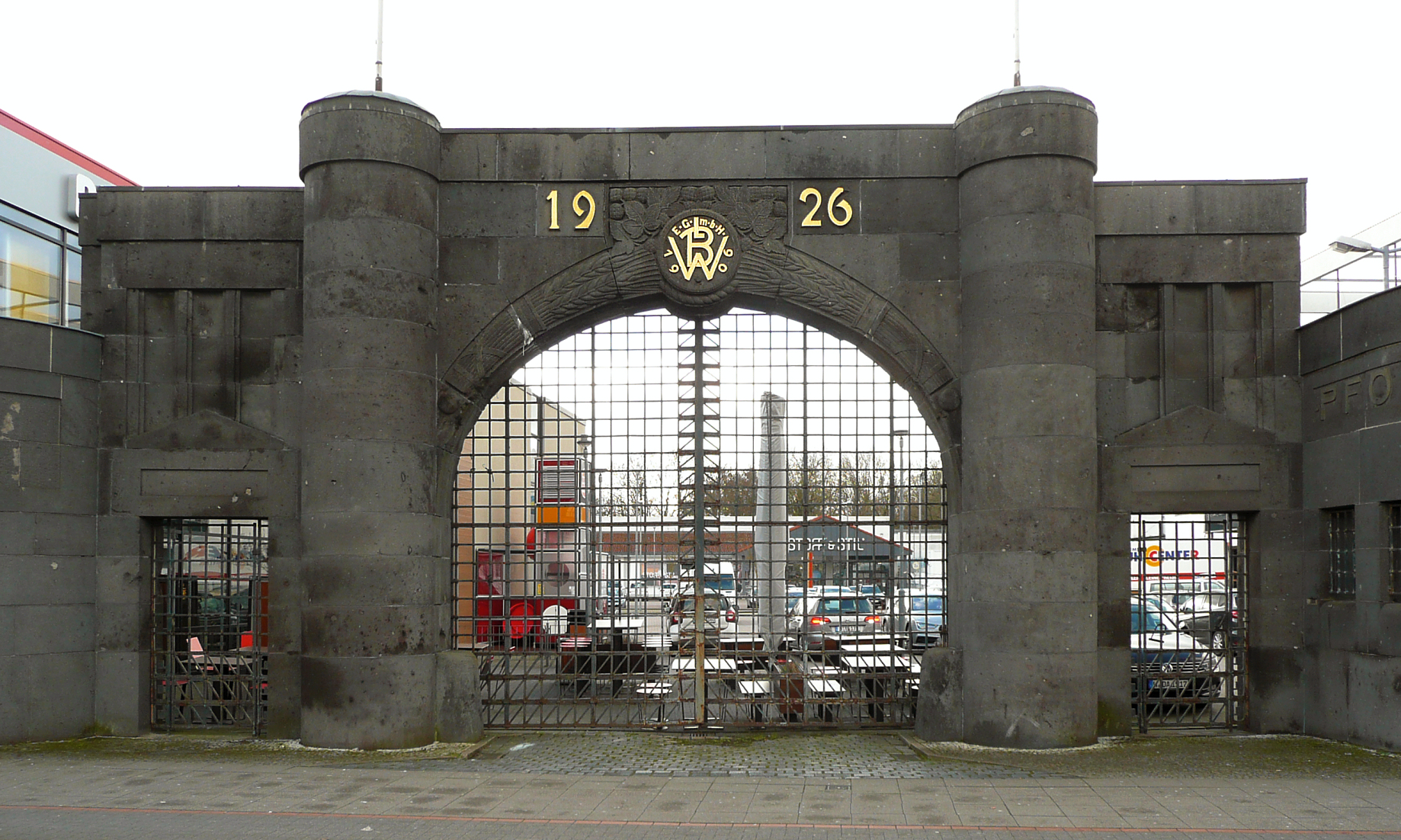
Torbogen der Lagerbier-Brauerei Wülfel

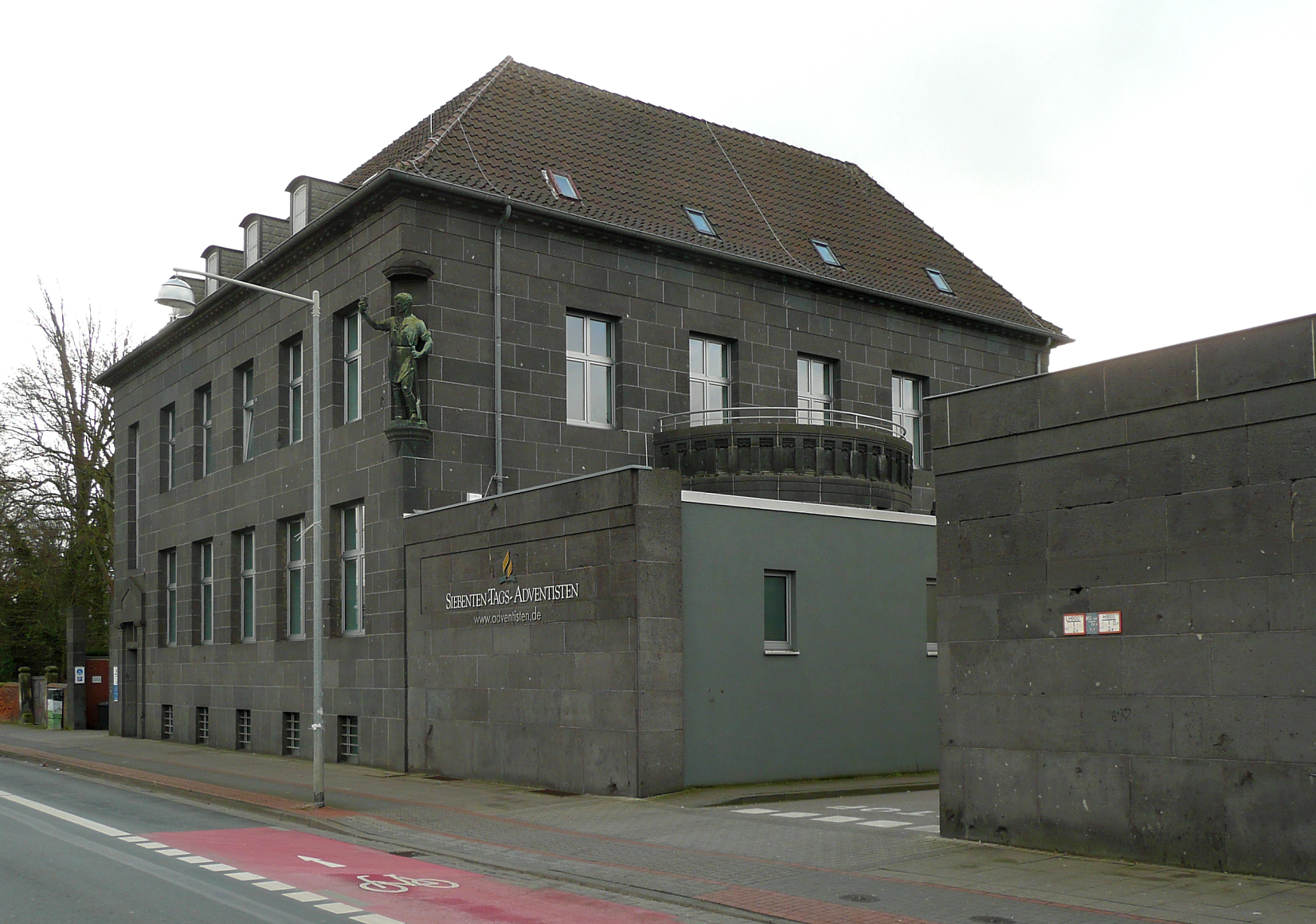
Verwaltungsgebäude

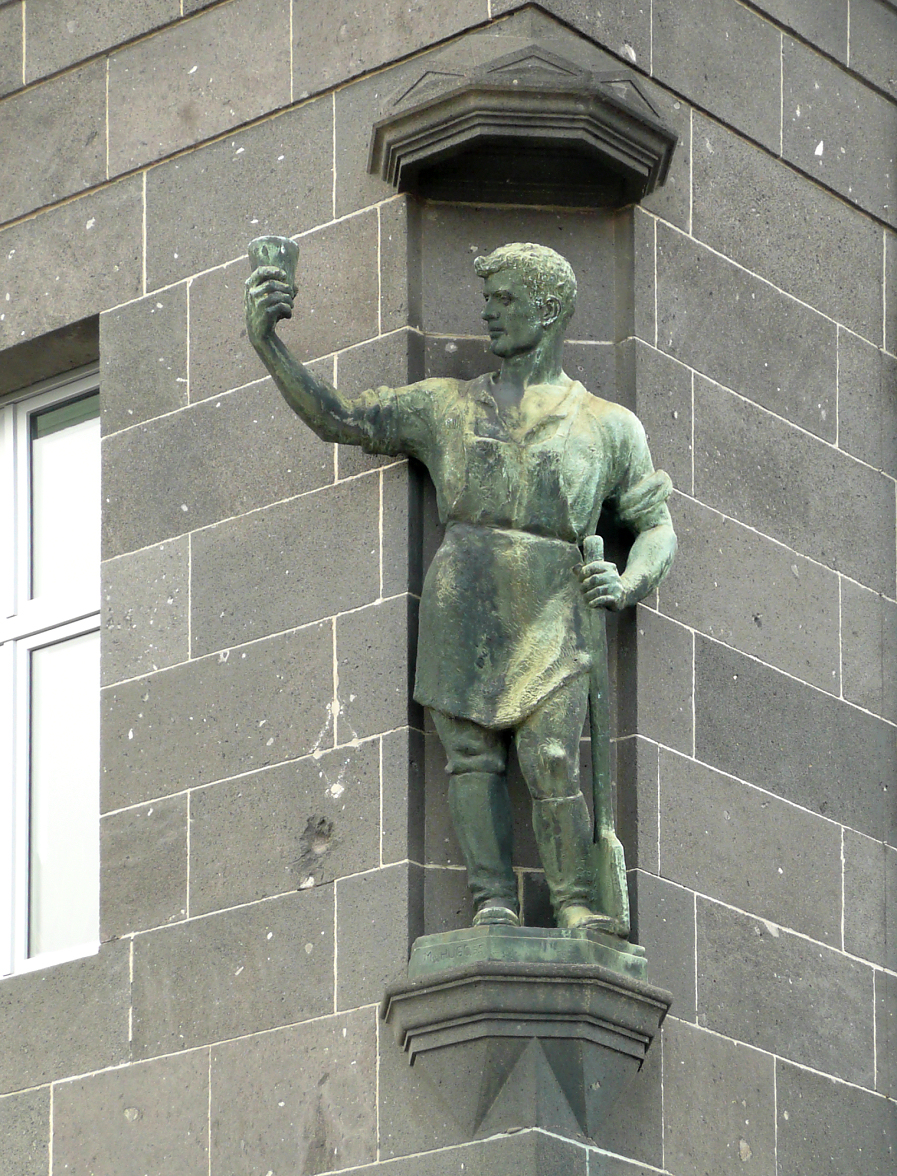
Skulptur eines Bierbrauers am Verwaltungsgebäude

In der späten Gründerzeit des Deutschen Kaiserreichs gründete sich ein Zusammenschluss hannoverscher Gastwirte, die dem Gutsbesitzer Fontaine im Jahr 1906 dessen Brauerei abkauften und diese als erste als Genossenschaft geführte Brauerei in der Geschichte Hannovers unter dem Namen Lagerbier-Brauerei Wülfel eGmbH weiterführten. Schon zwei Jahre später trat der spätere Brauereidirektor Albert Behn in das Unternehmen ein.
Zur Zeit der Weimarer Republik wurden die Brauereigebäude im größeren Umfang durch die Architekten Karl Fuhrmann und Karl Börgemann umgebaut. Dabei entstanden die später denkmalgeschützten Gebäude und der Eingangsbereich an der Hildesheimer Straße 420. 1959 wurde die Nachfolge des bis dahin als Brauereidirektor tätigen Albert Behn geregelt. Die Wülfeler Genossen sahen sich noch im Jahr 1976 bei einer jährlichen Produktion von 350.000 Hektolitern Bier, die vor allem mit dem im Hause hergestellten Marken Jägerbräu, Kanzlei und Wilkenburger Absatz fanden, als größte Genossenschaftsbrauerei Europas.
1978 wurde die „Genossenschaftsbrauerei“, die bisher als Brauerei Wülfel eG firmierte, in eine Aktiengesellschaft (AG) unter dem neuen Namen Brauerei Wülfel AG umgewandelt. Dabei wurde sämtliche Genossenschafts-Anteile in entsprechende Aktienanteile umgewandelt. Doch innerhalb von nur 3 Jahren geriet die AG in Schwierigkeiten infolge sinkenden der Umsatzes, erheblich schwächelnden Ertrags und Beteiligungen an maroden Getränkemärkten. Ab 1980 übernahm die Gilde Brauerei eine seitdem wachsende Unterstützung, dennoch konnten weder die Marktsituation noch die Ertragslage der Wülfeler Biere verbessert werden. In der Folge wurde der Wülfeler Braustandort im Jahr 1994 geschlossen und auch das zur Aktiengesellschaft umgewandelte Unternehmen liquidiert. Schließlich wurde das Grundstück an einen Investor verkauft und die meisten Gebäude abgerissen.
Von dem Gebäudeensemble der Brauerei sind neben einem Verwaltungsgebäude nur das Portal und ein Stück der Mauer erhalten und stehen heute unter Denkmalschutz. Auf dem Gelände entstand das Fachmarktzentrum Wülfeler Brauerei.

## Persönlichkeiten
- Albert Behn (1884–1969), langjähriger Brauerei-Direktor[7]

## Schriften
- Ralf Horn: 25 Jahre Wülfeler Bier. Lagerbier-Brauerei, Hannover-Wülfel 1931, DNB 580968642.